# Раїль Меліков
Раїль Наділь огли Меліков (азерб. Rail Nadir oğlu Məlikov; нар. 18 грудня 1985, Баку, Азербайджанська РСР) — азербайджанський футболіст, захисник.

## Клубна кар'єра
Народився в столиці Азербайджану, Баку.
Професійну футбольну кар'єру розпочав 2004 року виступами в команді азербайджанської Прем'єр-Ліги «Баку», з яким 2005 року виграв національний кубок, а 2006 року — національний чемпіонат. Потім був гравцем бакинського «Нефтчі». Був капітаном команди. У сезоні 2010/11 років знову став чемпіоноа Азербайджану. Після поразки (0:4) від ізраїльського «Хапоеля» з Кір'ят-Шмони у 3-му кваліфікаційному раунді Ліги чемпіонів його відрахували з «Нафтчі». Влітку 2012 року перебрався до клубу Першої ліги Туреччини «Денізліспор». У своєму першому і єдиному сезоні в клубі провів 25 матчів за клуб.

### «Габала»
2 липня 2013 року підписав 1-річний контракт з представником азербайджанської Прем'єр-ліги «Габала». Дебютував за «Габалу» 2 серпня 2013 року в переможному (2:1) поєдинку проти «Баку». 31 серпня 2013 року в переможному (2:0) поєдинку проти «Хазар-Ленкораня» зламав ногу, через що залишився поза футболом на 4–5 місяців. Повернувся після травми 19 березня 2014 року на поєдинку Кубку Азербайджану. По завершенні терміну дії контракту залишив «Габалу».

### Повернення в «Денізліспор»
7 серпня 2014 року повернувся до «Денізліспора», з яким підписав 1-річний контракт.
Влітку 2015 року повернувся до Азербайджану, в клуб першого дивізіону АЗАЛ.

### «Сумгаїт»
21 червня 2016 року підписав контракт з «Сумгаїтом».

### «Кешля»
24 серпня 2020 року підписав контракт із «Кешлею», розрахований до кінця сезону 2020/21 років.

## Кар'єра в збірній
Дебютна гра за національну збірну Азербайджану 6 жовтня 2001 року в матчі кваліфікації чемпіонату світу 2002 року проти збірної Швеції. Виступав в національній команді під №2.

## Статистика виступів

### Клубна
Станом на 29 квітня 2017 року
| Клубні виступи    | Клубні виступи    | Клубні виступи            | Ліга  | Ліга | Кубок              | Кубок              | Конт. турніри | Конт. турніри | Загалом | Загалом |
| Сезон             | Клуб              | Ліга                      | Матчі | Голи | Матчі              | Голи               | Матчі         | Голи          | Матчі   | Голи    |
| Азербайджан       | Азербайджан       | Азербайджан               | Ліга  | Ліга | Кубок Азербайджану | Кубок Азербайджану | Єврокубки     | Єврокубки     | Загалом | Загалом |
| ----------------- | ----------------- | ------------------------- | ----- | ---- | ------------------ | ------------------ | ------------- | ------------- | ------- | ------- |
| 2003–04           | «Баку»            | Прем'єр-ліга Азербайджану | 24    | 1    |                    |                    | -             | -             | 24      | 1       |
| 2004–05           | «Баку»            | Прем'єр-ліга Азербайджану | 26    | 0    |                    |                    | -             | -             | 26      | 0       |
| 2005–06           | «Баку»            | Прем'єр-ліга Азербайджану | 24    | 0    |                    |                    | -             | -             | 24      | 0       |
| 2006–07           | «Баку»            | Прем'єр-ліга Азербайджану | 23    | 0    |                    |                    | -             | -             | 23      | 0       |
| 2007–08           | «Нефтчі» (Баку)   | Прем'єр-ліга Азербайджану | 21    | 0    |                    |                    | -             | -             | 21      | 0       |
| 2008–09           | «Нефтчі» (Баку)   | Прем'єр-ліга Азербайджану | 21    | 0    |                    |                    | -             | -             | 21      | 0       |
| 2009–10           | «Нефтчі» (Баку)   | Прем'єр-ліга Азербайджану | 27    | 1    | 1                  | 0                  | -             | -             | 28      | 1       |
| 2010–11           | «Нефтчі» (Баку)   | Прем'єр-ліга Азербайджану | 20    | 0    | 3                  | 0                  | -             | -             | 23      | 0       |
| 2011–12           | «Нефтчі» (Баку)   | Прем'єр-ліга Азербайджану | 25    | 0    | 2                  | 0                  | 2             | 0             | 29      | 0       |
| Туреччина         | Туреччина         | Туреччина                 | Ліга  | Ліга | Кубок Туреччини    | Кубок Туреччини    | Єврокубки     | Єврокубки     | Загалом | Загалом |
| 2012–13           | «Денізліспор»     | Перша ліга Туреччини      | 25    | 0    | 0                  | 0                  | -             | -             | 25      | 0       |
| Азербайджан       | Азербайджан       | Азербайджан               | Ліга  | Ліга | Кубок Азербайджану | Кубок Азербайджану | Єврокубки     | Єврокубки     | Загалом | Загалом |
| 2013–14           | «Габала»          | Прем'єр-ліга Азербайджану | 10    | 0    | 2                  | 0                  | -             | -             | 12      | 0       |
| Туреччина         | Туреччина         | Туреччина                 | Ліга  | Ліга | Кубок Туреччини    | Кубок Туреччини    | Єврокубки     | Єврокубки     | Загалом | Загалом |
| 2014–15           | «Денізліспор»     | Перша ліга Туреччини      | 6     | 0    | 1                  | 0                  | -             | -             | 7       | 0       |
| Азербайджан       | Азербайджан       | Азербайджан               | Ліга  | Ліга | Кубок Азербайджану | Кубок Азербайджану | Єврокубки     | Єврокубки     | Загалом | Загалом |
| 2015–16           | АЗАЛ              | Прем'єр-ліга Азербайджану | 33    | 0    | 0                  | 0                  | -             | -             | 33      | 0       |
| 2016–17           | «Сумгаїт»         | Прем'єр-ліга Азербайджану | 24    | 0    | 2                  | 0                  | -             | -             | 26      | 0       |
| Загалом           | Азербайджан       | Азербайджан               | 279   | 2    | 10                 | 0                  | 2             | 0             | 291     | 0       |
| Загалом           | Туреччина         | Туреччина                 | 31    | 0    | 1                  | 0                  | -             | -             | 32      | 0       |
| Усього за кар'єру | Усього за кар'єру | Усього за кар'єру         | 310   | 2    | 11                 | 0                  | 2             | 0             | 323     | 2       |

## Досягнення
«Баку»
- Прем'єр-ліга Азербайджану
  -  Чемпіон (1): 2005/06

- Кубок Азербайджану
  -  Володар (1): 2004/05

«Нефтчі» (Баку)
- Прем'єр-ліга Азербайджану
  -  Чемпіон (2): 2010/11, 2011/12